# Dacryodes letestui
Dacryodes letestui är en tvåhjärtbladig växtart som först beskrevs av François Pellegrin, och fick sitt nu gällande namn av Herman Johannes Lam. Dacryodes letestui ingår i släktet Dacryodes och familjen Burseraceae. Inga underarter finns listade i Catalogue of Life.